# Waka Mons
Il Waka Mons è una struttura geologica della superficie di Venere.